# Alexandre Du Sommerard

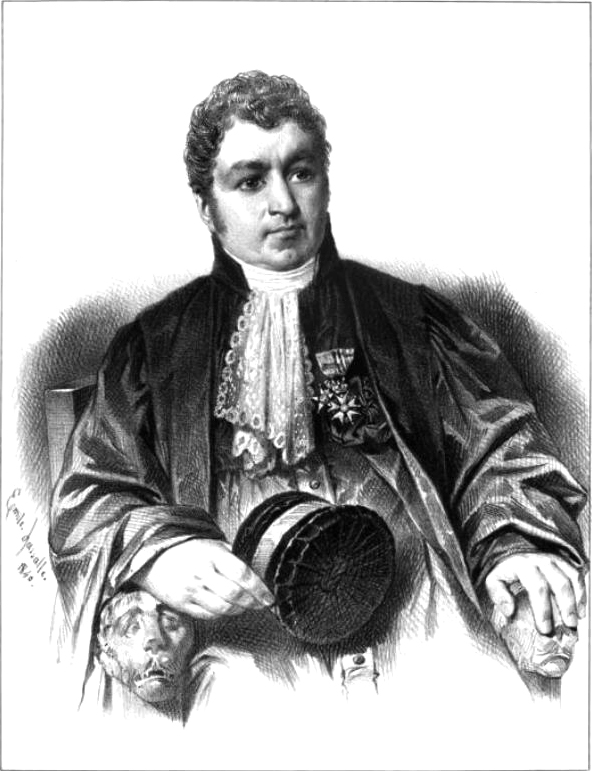
Alexandre Du Sommerard

Alexandre Du Sommerard (auch Alexandre Dusommerard; * November 1779; † 19. August 1842 in Saint-Cloud) war französischer Archäologe und Kunstsammler.
Alexandre Dusommerard wurde im November 1779 geboren. Er diente in den Revolutionskriegen als Freiwilliger, trat 1801 als Rat in die Rechnungskammer und starb am 19. August 1842 in St.-Cloud.
Er hatte in seiner Wohnung, dem Hôtel Cluny in Paris, eine ansehnliche Sammlung mittelalterlicher Gerätschaften und Kunstgegenstände angelegt, die 1843 vom Staat gekauft und in das öffentliche Musée de Cluny verwandelt wurde. Das Resultat seiner Forschungen machte Dusommerard in dem Prachtwerk „Les arts du moyen-âge“ (Paris 1839–46, 5 Bde. mit 510 Kupferstichen) bekannt.
Einer seiner Söhne, Edmond Dusommerard (* 27. April 1817; † 5. Februar 1885), war bis zu seinem Tod Konservator der Sammlung und hat einen Katalog darüber herausgegeben.

## Werke
- Les arts du moyen-âge, Paris 1839–46, 5 Bde. mit 510 Kupferstichen